# Cefatrizina

Fórmula química da Cefatrizina

A cefatrizina é um antibiótico do grupo das cefalosporinas da segunda geração.